# Gavin DeGraw
Gavin Shane DeGraw (South Fallsburg, 4 de febrero de 1977) es un cantautor estadounidense más conocido por las canciones "Chariot", "Follow Through", "I Don't Want to Be" (tema de la serie de televisión One Tree Hill) y "In Love with a Girl". Es un exalumno de Berklee College of Music. En 2003 el productor musical Clive Davis lo descubrió en las salas de fiestas de Manhattan. Firmó contrato con J Records y publicó su álbum, Chariot. Fue certificado con el Disco de Platino en los Estados Unidos. Tuvo éxito con sus dos álbumes siguientes, Gavin Degraw (2008) y Free (2009). Gavin DeGraw es el copropietario del bar The National Underground con su hermano el cantautor Joey DeGraw.

## Carrera
Originalmente, DeGraw se inició en Manhattan en los clubes locales de West junto a los pianistas Andrés y Lenny Revell, atrayendo a varios de sus seguidores a la ciudad. Tuvo su gran oportunidad cuando "I Don't Want to Be" fue elegido como el tema para la serie juvenil One Tree Hill. Su canción "We Belong Together" fue incluida también en la película de 2006 Tristán e Isolda . En 2004, DeGraw lanzado una versión acústica de su álbumChariot llamado Chariot Stripped. DeGraw y su banda grabó el álbum en vivo en el estudio, en una sola toma en la voz, buscando un efecto íntimo.
Desde 2004, su perfil ha ido creciendo, llevándolo a otros estados del país. Hizo su debut en televisión en Last Call con Carson Daly. DeGraw también ha aparecido en programas de televisión como The Tonight Show con Jay Leno ,The Late Show con David Letterman , The Ellen DeGeneres Show, y Live with Regis and Kelly. Recientemente, se ha visto en cameos en Dead Like Me,What I Like About You , yAmerican Dreams. Él también apareció en One Tree Hill, cantando I Don't Want to Be y Chariot en el café de Karen'. DeGraw ha lanzado una serie de videos musicales, así, como I  Don't Want to Be, Follow Through y Chariot. Esta última fue dirigida por Zach Braff, quien también dirigió videos musicales para Joshua Radin. DeGraw ha realizado giras con bandas como Sister Hazel, Barenaked Ladies, Howie Day, Michael Tolcher, Butterfly Boucher, The Allman Brothers Band , Marc Anthony, Saving Jane, Jason Mraz Maroon 5, Train (banda) y Shania Twain. 
En 2014 lanzó "Finest Hour: The Best of Gavin DeGraw" que contuvo nuevas canciones como "You Got Me" (perteneciente al film Dolphin Tale 2), "Fire" y "Not Our Fault"
Participó en la velada de Miss Universo 2014 junto a Prince Royce y Nick Jonas.
En 2016 lanza Something Worth Saving, que es el sexto álbum de Degraw.Fue lanzado el 9 de septiembre de 2016 por RCA Records.Es la siguiente fase de su vida y se trata de "centrarse en las cosas buenas". Something Worth Saving es el segundo álbum que DeGraw ha producido con otros compositores en lugar de escribir él mismo todo el álbum. Este álbum presenta el trabajo de Todd Clark, Jason Saenz, Gregg Wattenberg, Eric Frederic, Dave Bassett, Johan Carisson, John Shanks y Gavin DeGraw. Something Worth Saving explora muchos géneros y sonidos musicales. DeGraw explora la música pop, soul, instrumental, funk y de los años 60 haciendo que este álbum sea diferente a los de su pasado.
En 2022, lanza el álbum Face the River y un documental sobre cómo hizo el disco y cómo lidió con la muerte prematura de sus padres. “Este álbum está dedicado a mis padres”, comparte DeGraw, “Eran mis héroes. Fue su historia de amor, sus sacrificios y su guía lo que dio forma a esta música”.
El dueto de DeGraw con Colbie Caillat en "We Both Know" para la película Safe Haven de 2013 recibió una nominación al premio Grammy.
En septiembre de 2023 empieza una gira por Europa para presentar Face the River.

## Discografía
- 2001 Gavin Live (álbum indie)
- 2003 Chariot[4]
- 2004 Chariot (Stripped)
- 2008 Gavin Degraw
- 2008 	iTunes: Live from Soho (EP)
- 2009  Free
- 2011  Sweeter
- 2013  Make a Move
- 2014  Finest Hour: The Best of Gavin DeGraw
- 2016  Something Worth Saving
- 2022   Face the River

## Premios
- 2005 Nominación al Billboard Music Award - Top Soundtrack Single of the Year ("I Don't Want to Be")
- 2005 Nominación al Radio Music Award - Song of the Year/Mainstream Top 40 Radio ("I Don't Want to Be")
- 2014 Nominación al Grammy Best Song Written for Visual Media.-Shared with: Colbie Caillat (songwriter) Song: "We Both Know"